# Potențiometru (instrument de măsură)
Un potențiometru este un instrument pentru variația potențialului electric (tensiune) într-un circuit. Înainte de introducerea bobinei mobile și a voltmetrelor digitale, potențiometrele⁠(d) erau utilizate la măsurarea tensiunii electrice. Metoda a fost descrisă de către Johann Christian Poggendorff⁠(d) în preajma anului 1841 și a devenit o tehnică standard pentru măsurătorile de laborator.
În acest aranjament, o fracțiune dintr-o tensiune cunoscută de la cursorul unei rezistențe bobinate este comparată cu o tensiune necunoscută, cu ajutorul unui galvanometru. Contactul de alunecare sau cursorul este reglat iar galvanometru este conectat între cursor și tensiunea necunoscută. Este observată deflecția galvanometrului și se reglează ușor cursorul până când galvanometrul nu mai deviază de la zero. În acest moment galvanometrul nu mai extrage nici un curent din sursa necunoscută, iar mărimea tensiunii poate fi calculată din poziția cursorului.
Această metodă de măsurare prin echilibrare este încă importantă în metrologia electrică și este de asemenea, utilizate în alte domenii ale electronicii.
Potențiometrele de măsurare sunt împărțite în patru clase principale enumerate mai jos.

## Principiul de funcționare
Potențiometrul este un simplu dispozitiv folosit pentru a măsura EMF, TPD, și rezistența internă a unei celule. Acesta constă dintr-o placă cu o sârmă de wolfram sau mangan montată pe ea. Acesta funcționează pe principiul faptului că căderea de potențial între două puncte ale unei sârme cu secțiune transversală uniformă, este direct proporțională cu distanța dintre puncte.
Celula conducătoare (E) a cărui FEM este întotdeauna mai mare decât FEM (E') ce trebuie măsurată, este folosită pentru a trimite curent prin circuit. Căderea de potențial electric este uniformă de-a lungul sârmei potențiometrului AB.
Între A și X (un punct oarecare între A și B), are loc o cădere a unui anumit potențial electric ( să spunem V). Să considerăm calea alternativă AGX pentru curentul dintre A și X, cu excepția sârmei potențiometrului bobinat. Potențialul electric, datorită celulei conducătoare este aceiași pentru ambele segmente de sârmă, AX și sârma lungă AGX, deoarece acestea sunt în paralel. Astfel, există un câmp electric de-a lungul AGX. Când o celulă E' este introdusă cu pozitiv conectat la A pe traseul AGX, aceasta creează un câmp opus celui creat de celula conducătoare, și astfel, când V = E', nici un curent nu mai curge prin porțiunea AGX, lucru confirmat de către galvanometru (G). Astfel, vom obține E' ∝d (din principiu și din figură).

## Potențiometru de curent constant

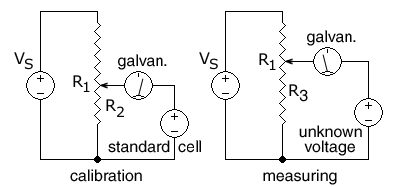
Calibrarea unui potențiometru și apoi măsurarea unei tensiuni necunoscute.
R_{1} este rezistența întregii sârme de rezistență. Capul săgeții reprezintă cursorul.

În acest circuit, capetele unei sârme cu rezistență  uniformă R1 sunt conectate la o sursă de alimentare de curent continuu VS pentru a fi utilizate ca un divizor de tensiune. Potențiometrul este prima dată calibrat prin poziționarea cursorului (săgeata) îe locul de pe sârma R1 care să corespundă tensiunii unei celule standard, astfel încât
{\displaystyle }
Este folosită o celulă electrochimică standard a cărei fem este cunoscută (de exemplu, 1.0183 volți pentru o celulă standard Weston).
Tensiunea de alimentare VS este apoi ajustată până când galvanometrul arată zero, indicând tensiune pe R2 este egală cu tensiunea celulei standard.
Apoi este conectată o sursă de curent continuu cu tensiune necunoscută în serie cu galvanometrul și cu cursorul, pe o lungime variabilă a secțiunii R3 din sârmei rezistenței. Cursorul este mutat până când nici un curent nu mai curge în sau din sursa de tensiune necunoscută, așa cum este indicat de galvanometru înseriat cu tensiunea necunoscută. Tensiunea de-a lungul secțiunii selectate R3 a sârmei este atunci egală cu tensiunea necunoscută. Ultimul pas este de a calcula tensiunea necunoscută funcție de lungimea segmentului de sârmă a rezistenței bobinate care a fost conectată la tensiunea necunoscută.
Galvanometru nu trebuie să fie calibrat, deoarece singura lui funcție este de a citi zero sau nu zero. Atunci când se măsoară o tensiune necunoscută și galvanometru citește zero, curentul nu mai este extras din tensiunea necunoscută, și astfel citirea este independentă de rezistența internă a sursei, ca la un voltmetru cu rezistență infinită.
Deoarece sârma rezistenței poate fi făcută foarte uniformă în secțiune transversală și în rezistivitate, și poziția cursorului poate fi măsurată cu ușurință, această metodă poate fi utilizată pentru a măsura suresele de curent continuu de tensiune necunoscută, mai mari sau mai mici decât tensiunea de calibrare produsă de o celulă standard, fără a extrage vreun curent din celulele standard.
Dacă potențiometrul este atașat la o sursă de alimentare de curent continuu cu tensiune constantă, cum ar fi un acumulator plumb–acid, apoi o a doua rezistență variabilă (neafișată aici) poate fi folosită pentru a calibra potențiometrul, prin variația curentului prin sârma rezistenței R1.
Dacă lungimea sârmei rezistenței R1 este AB, unde A este capătul (-) și B este capătul (+), iar cursorul este în punctul X la o distanță AX pe porțiunea R3 a sârmei rezistenței, atunci când galvanometru oferă o citire zero pentru o tensiune necunoscută, distanța AX este măsurată sau citit pe o scală pre-tipărită poziționată lângă sârma rezistenței. Tensiunea necunoscută poate fi apoi calculată: {\displaystyle }

## Potențiometru cu rezistență constantă
Potențiometru cu rezistență constantă este o variație a ideii de bază în care un curent variabil este furnizat printr-o rezistență fixă. Acestea sunt utilizate în principal pentru măsurători în domeniul milivolților și a microvolților.

## Potențiometru microvolt
Acesta este o formă a potențiometrului cu rezistență constantă descris mai sus, dar conceput pentru a minimiza efectele rezistenței de contact și a fem termice. Acest echipament este folosit în mod satisfăcător până la citiri de 1000 nV sau apropiate.

## Potențiometru termocuplă
O altă dezvoltare a tipului standard a fost 'potențiometru termocuplă' special adaptat pentru măsurarea temperaturii cu termocupluri.

Potențiometrele utilizate cu termocuple, măsoară de asemenea temperatura la care sârmele termocuplei sunt conectate, astfel încât compensarea pentru joncțiune-rece să poată fi aplicată pentru a corecta FEM aparentă măsurată la temperatura standard a joncțiunii-reci de 0 grade C.

## Chimie analitică
Pentru a face o determinare potențiometrică a unui analit într-o soluție, se măsoară potențialul celulei. Această măsurare trebuie să fie corectată pentru potențialele de referință și de joncțiune. Acesta poate de asemenea, fi utilizat în procesul de standardizare a metodelor. Concentrația analitului poate fi apoi calculată din Ecuația lui Nernst. Multe varietăți ale acestui principiu de bază există pentru măsurători cantitative.

## Puntea metrică
O punte metrică este un tip simplu de potențiometru care pot fi utilizat în laboratoarele științifice din școli, pentru a demonstra principiul de măsurare a rezistenței prin mijloace potențiometrice. O sârmă de rezistență este întinsă de-a lungul unui metru iar contactul cu sârmă se face printr-un galvanometru și un cursor. Când galvanometrul citește zero, raportul dintre lungimile de fir de la stânga și de la dreapta cursorului este egal cu raportul dintre valorile rezistenței cunoscute și necunoscute din circuitul paralel..